# Vicki Genfan
Vicki Genfan (15 de junio de 1959) es una música estadounidense multinstrumentista, guitarrista de estilo fingerpicking, compositora y cantante.

## Biografía
Vicki Genfan comenzó a tocar la guitarra a la edad de 5 años. Nacida en una familia de tradición musical, su padre estaba especializado en la guitarra de 12 cuerdas, la mandolina y el violín, además de canto. Su hermano mayor era guitarrista también. Genfan estudió jazz y música clásica en el Ithaca College en Nueva York. Además de la guitarra toca el piano, el banjo, domina la percusión de mano, y el trombón.
En 1994, produce su primer álbum, Native, en formato casete, pero no alcanzó unas ventas significativas. En 2001, lanzó un CD de producción propia, Outside the Box. Ese mismo año, ganó el Just Plain Folks Awards por la canción New Grass de ese mismo álbum. En 2003, el sello alemán Acoustic Music Records publicó el directo Vicki Genfan Live, grabación en vivo del Open Strings Festival en Osnabrück, Alemania. En 2004, Genfan se alzó con el segundo puesto del Mountain Stage New Song Festival en Virginia Occidental con su canción, Eleanor.
En 2006, Genfan publicó el doble CD Up Close & Personal. El primer disco del doble CD, Up Close, se compone únicamente de temas instrumentales. El segundo, Personal, muestra su voz y su talento como compositora.
Vicki Genfan ha compartido escenario con varios guitarristas de renombre como Tommy Emmanuel, Laurence Juber, Kaki King, y Jennifer Batten. Cuando han hablado sobre su técnica y estilo de canto, algunas la han comparado a músicos de la talla de Michael Setos y Pat Metheny. Vicki Genfan ha aparecido en diversas revistas, tanto estadounidenses como internacionales, y ha sido bautizada como la "Reina de los Open Tunings".
Genfan ganó el concurso Guitar Superstar'08 de la revista Guitar Player en el Great American Music Hall de San Francisco en septiembre de 2008.
Cuando no está de gira por el extranjero, suele dar conciertos en el noroeste deEstados Unidos. Genfan es profesora experta y conferenciante, además de profesora privada. Recientemente ha estado trabajando en un vídeo sobre su estilo y técnica. Planea también publicar un libro sobre su música. Actualmente, Genfan vive en Fairview, New Jersey.

### Técnica, instrumentos e influencias musicales

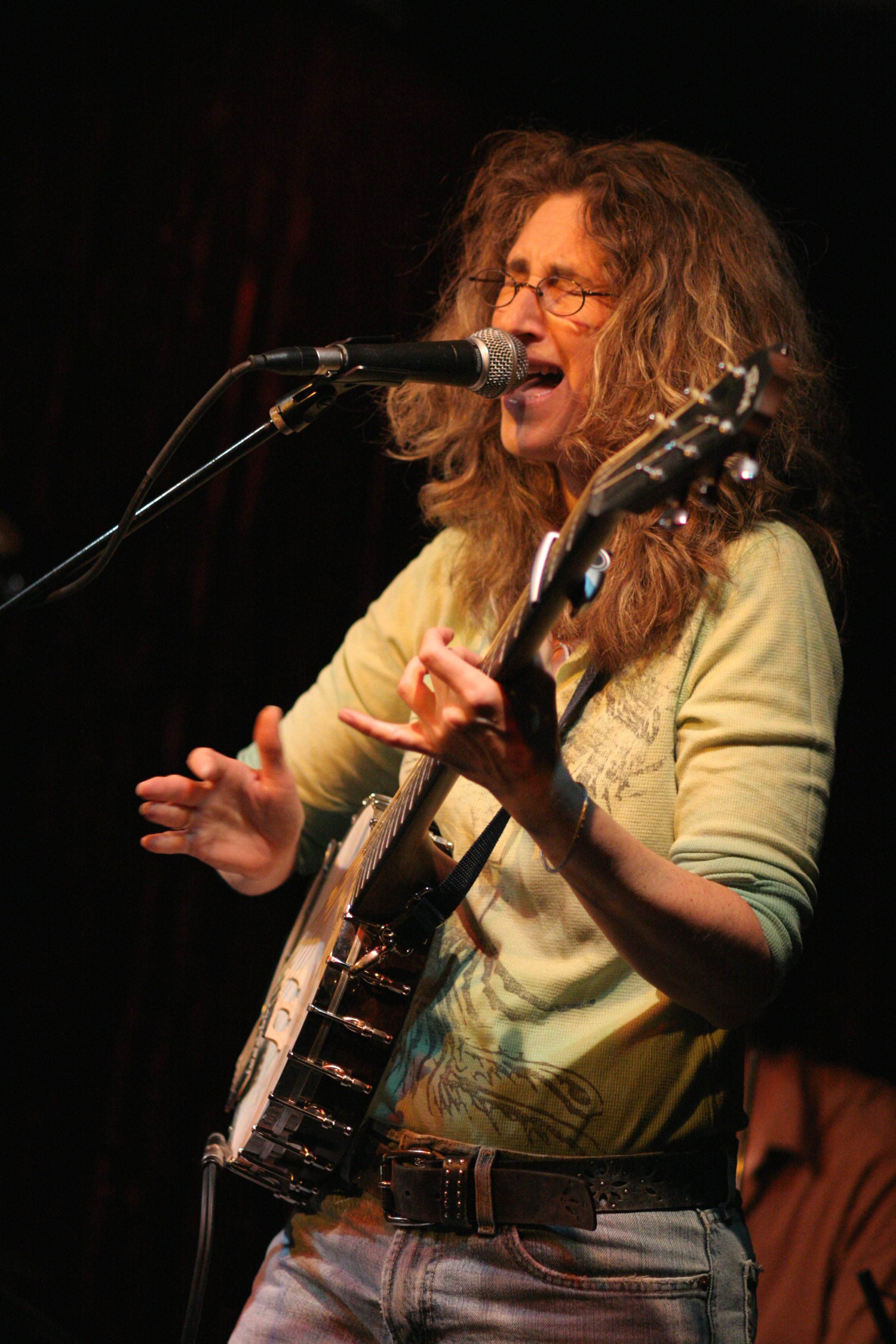
Vicki Genfan, junio de 2007

Genfan etiqueta su música como una fusión de Folk y Funk. Es una mezcla de jazz, funk, pop y música mundial en un contexto de folk contemporáneo. Su estilo se caracteriza por la utilización de inusuales sinfonías abiertas (open tunings), armonías complejas y ritmos enrevesados, que combina con percusión y un personal estilo a la hora de tocar la guitarra, que incluye golpeo manual. Ella denomina su técnica como slap-tap.
Su primera inspiración musical fue su padre . Otras influencias incluyen James Taylor, Michael Jackson, Pat Metheny, Joni Mitchell, Meshell Ndegeocello, Marvin Gaye, Jonatha Brooke, y Leo Kottke.
Hasta mayo de 2009 Genfan solía tocar con una Gibson L-140, un Gibson LG y una Álvarez Silver Anniversary. La guitarra modelo Álvarez utiliza un sistema de recogida TrueTone, mediante dos micrófonos y un L.R. Baggs LB6 que envía la señal a dos salidas separadas. Actualmente, Genfan toca una Muse de 12 cuerdas de Luna Guitars de encargo construida por el maestro lutier Gris Burchette, equipada con un sistema de micrófono interno MiniFlex y una recogida hexagonal RMC.
Posee también una guitarra Guild de 12 cuerdas y una Vega de 6 cuerdas.

## Discografía

### Trabajo original
- 1994 – Native (Vicki Genfan)
- 2000 – Outside The Box (Vicki Genfan)
- 2003 – Vicki Genfan Live (Música Acústica)
- 2006 – Up Close & Personal (Tacto Armónico)
- 2008 - Uncovered (Sonidos Acústicos)

### Colaboraciones
- 1991 – Mistaken Identity (Donna Summer, Atlántico)
- 2000 – Home away from Home (Dee Carstensen, Salida Nueve)
- 2000 – Fourth Floor (Sonya Heller)

### Recopilatorios
- 2005 – La Guitarra: Gender Bending Strings(Vanguard)
- 2006 – Indie Music For Life Compilation (Indie Music For Life)
- 2007 – Indie Music For Life Pop/Jazz (Indie Music For Life)